# 烏圖倫卡內山 (聖盧西亞區)
15°22′37″S 70°55′12″W / 15.37694°S 70.92000°W
烏圖倫卡內山（Uturunqani），是秘魯的山峰，位於該國南部普諾大區，由蘭帕省的聖盧西亞區負責管轄，屬於安地斯山脈的一部分，海拔高度5,092米。